# Maximilien Caffarelli

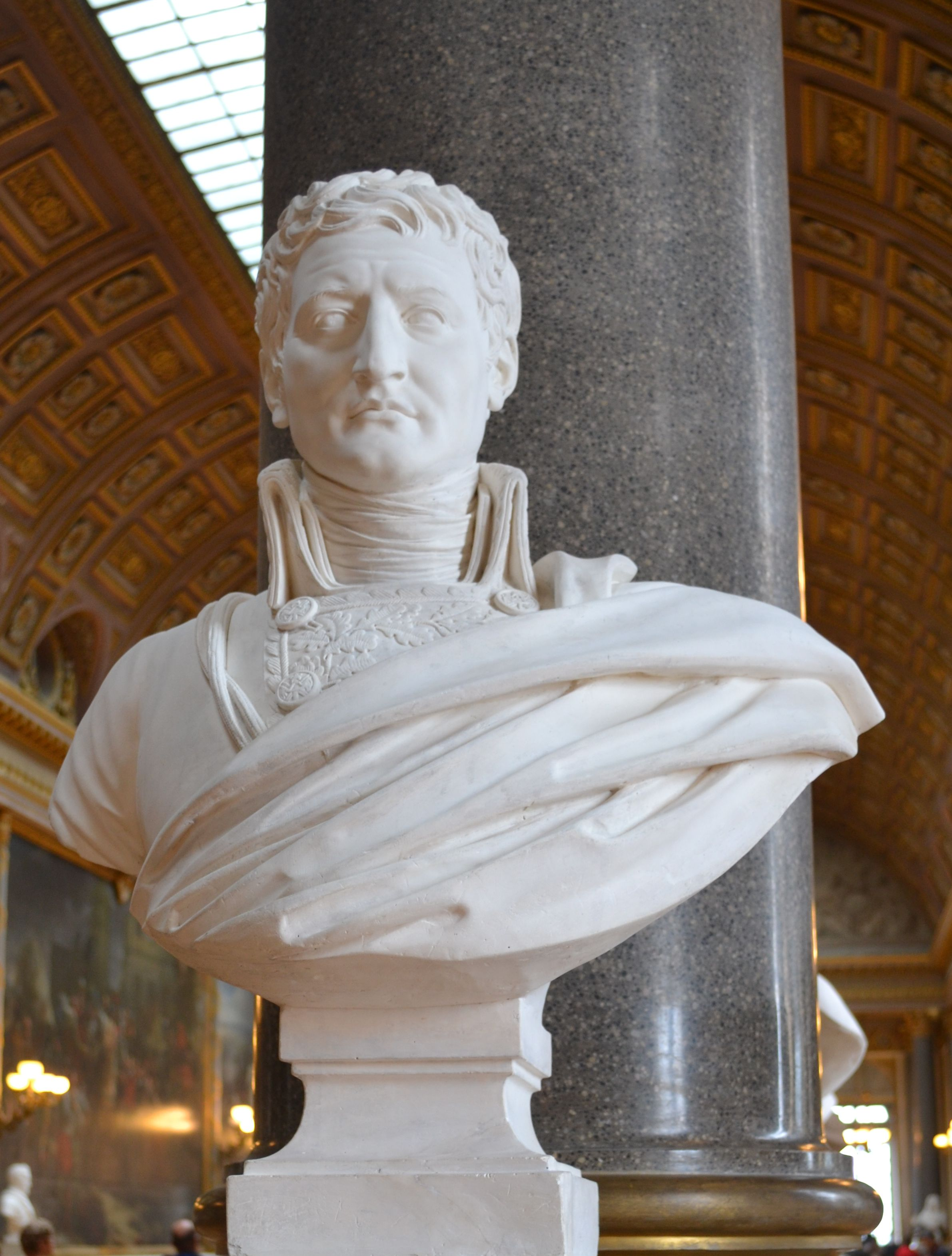
Gen. Louis Caffarelli du Falga

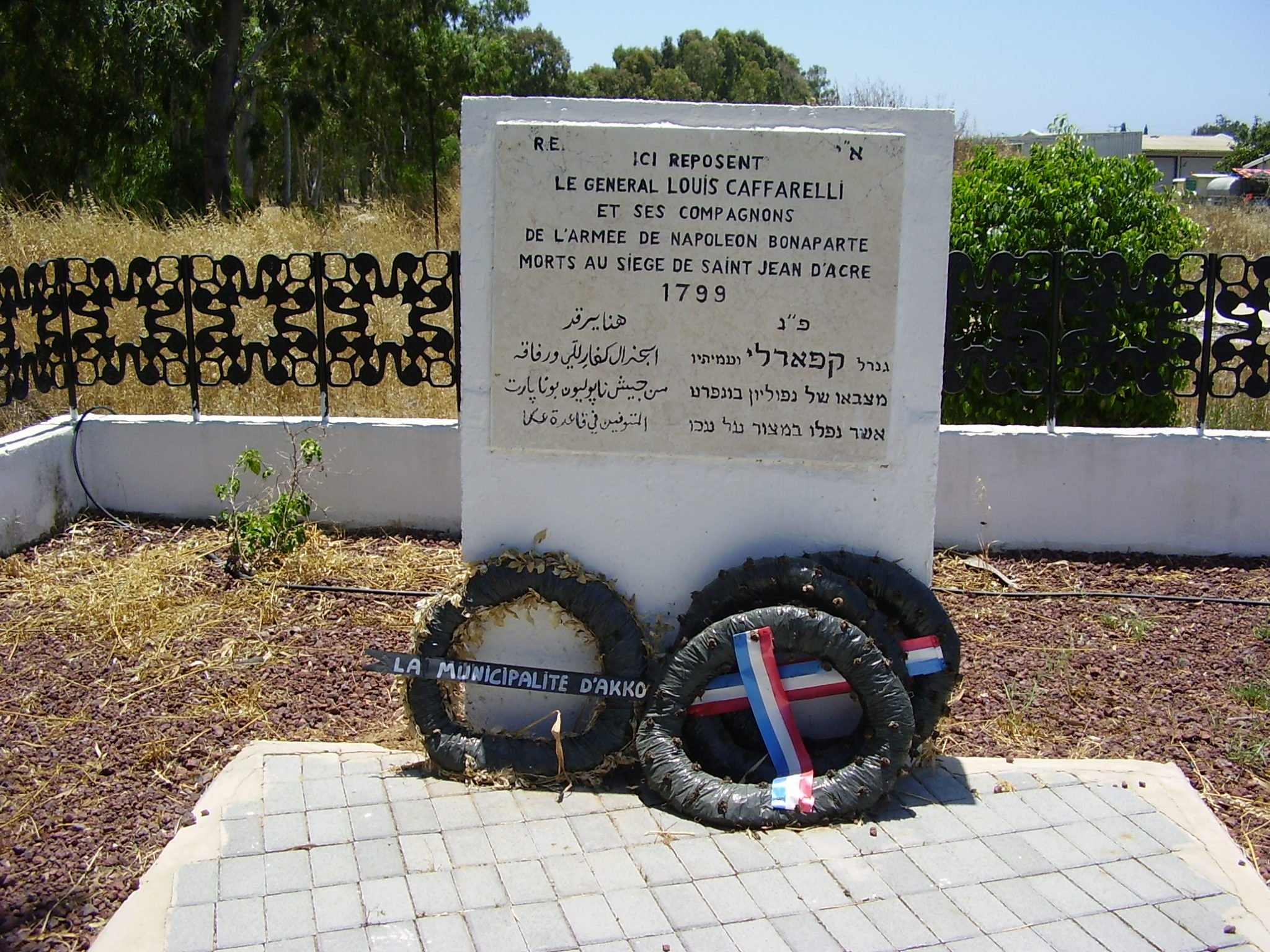
Grób generała Caffarelliego pod Akką.

Louis Marie Maximilien de Caffarelli du Falga, częściej wymieniany jako Maximilien Caffarelli (ur. 13 lutego 1756 w zamku Falga (departament Haute-Garonne), zm. 27 kwietnia 1799, podczas oblężenia Akki), był jednym z generałów francuskich w czasach I Republiki Francuskiej.
Uczęszczał do szkoły oficerskiej dla dobrze urodzonych w Mézières, po czym, w roku 1786, został administratorem dóbr rodzinnych. W kwietniu 1791 otrzymał nominację na kapitana, a w 1792 otrzymał etat oficera artylerii w Armii Renu, ale po sprzeciwieniu się detronizacji i zgilotynowaniu Ludwika XVI, został pozbawiony swej funkcji, a następnie zawieszony na okres 14 miesięcy.
Przywrócony do służby za wstawiennictwem Sieyèsa, w kwietniu 1795 został szefem batalionu w wojskach inżynieryjnych Armii Sambry i Mozy pod rozkazami gen. Klébera, ale został ranny 17 grudnia 1795 i stracił lewą nogę. 
Mianowany mimo swego kalectwa generałem brygady został dowódcą nieistniejącej Armii Anglii przygotowywanej do ewentualnej inwazji na wyspy brytyjskie, ale w końcu przekształconej w Armię Wschodu i wcielonej do wojsk wysłanych pod wodzą gen. Bonaparte do Egiptu. 
Maximilien Caffarelli odegrał ważną rolę w przygotowaniu wyprawy do Egiptu, jak również - już na miejscu - w umocnieniu obrony Kairu, unormowaniu stałej łączności pomiędzy Aleksandrią a Kairem oraz utworzeniu, wraz z Józefem Sułkowskim, Instytutu Egipskiego. 
27 kwietnia 1799, podczas oblężenia Akki, został poważnie ranny w prawe ramię i zmarł po kilku godzinach z upływu krwi.
Został pochowany na francuskim cmentarzu pod Akką.